# Château de Castelfranc
Le château de Castelfranc est situé sur la commune de Montredon-Labessonnié, en France.

## Localisation
Le château est situé sur la commune de Montredon-Labessonnié, dans le département du Tarn, en région Occitanie.

## Description
De l'ancien château ne subsiste que le belvédère, construit en 1610. Le château est une construction comportant un bâtiment rectangulaire (écurie) cantonné d'une tour carrée (observatoire). Une galerie extérieure en bois ceinture le dernier étage sur le principe du hourdage des fortifications médiévales[réf. souhaitée].

## Historique
Le château a appartenu au géographe du roi Henri IV, Guillaume de Nautonier, qui y fit construire un observatoire astronomique, le plus ancien de France.
Le château est pillé et détruit en 1628, puis reconstruit en 1835 avec les annexes pour la famille de Solages. 
En 1835, le chevalier de Solages le reconstruit en bordure de l'esplanade qui comportait l'ancien château, en faisant de nombreux réemplois de morceaux d'architecture ou de sculpture provenant d'édifices toulousains. Les Solages le transmirent par héritage à la famille de Pierre de Bernis.[réf. souhaitée]
Le monument fait l’objet d'une inscription partielle (éléments protégés : la façade principale, le belvédère, l'orangerie et la chapelle)  au titre des monuments historiques par arrêté du 1er décembre 1993.

## Galerie

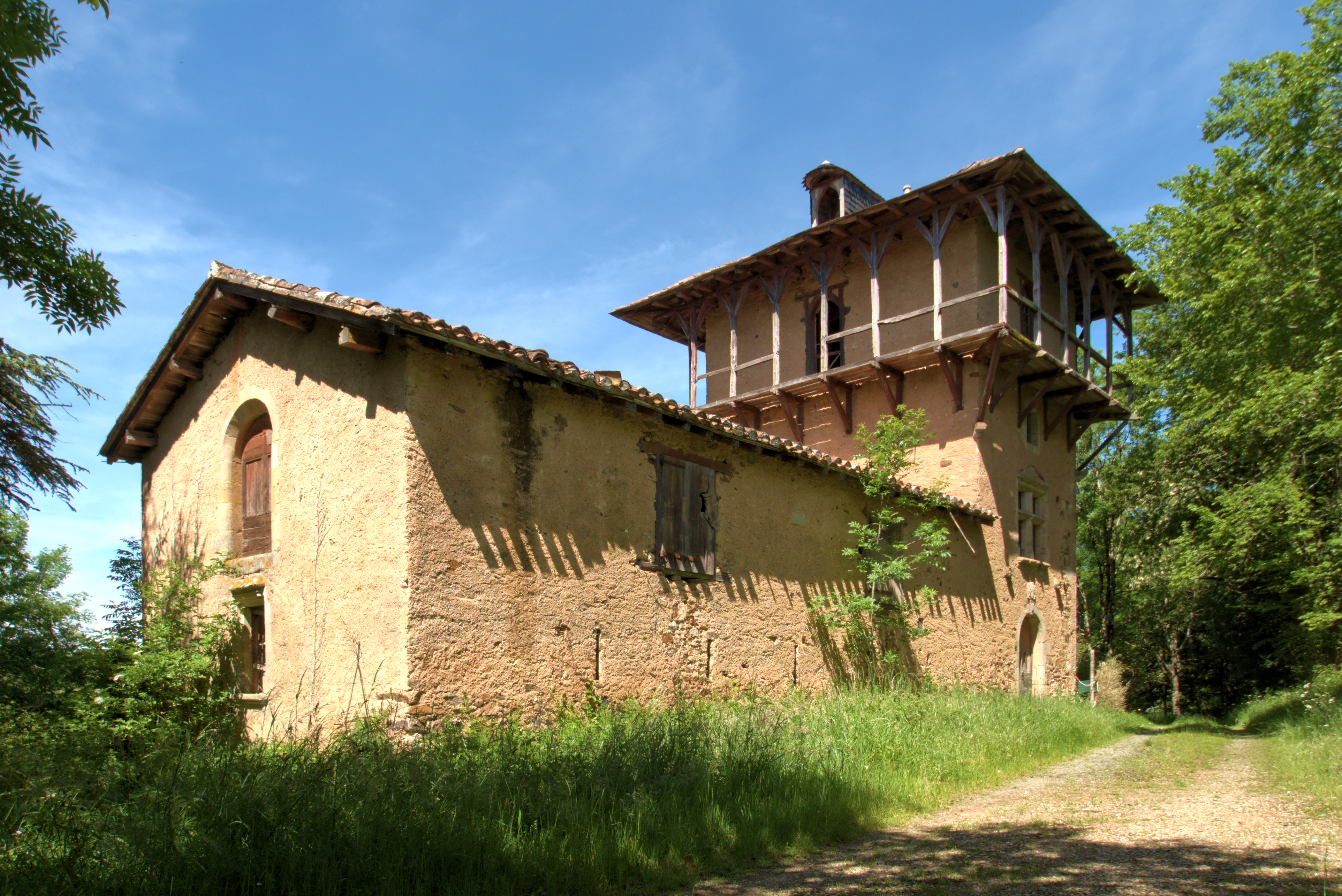
Le belvédère avec sa tour carrée.
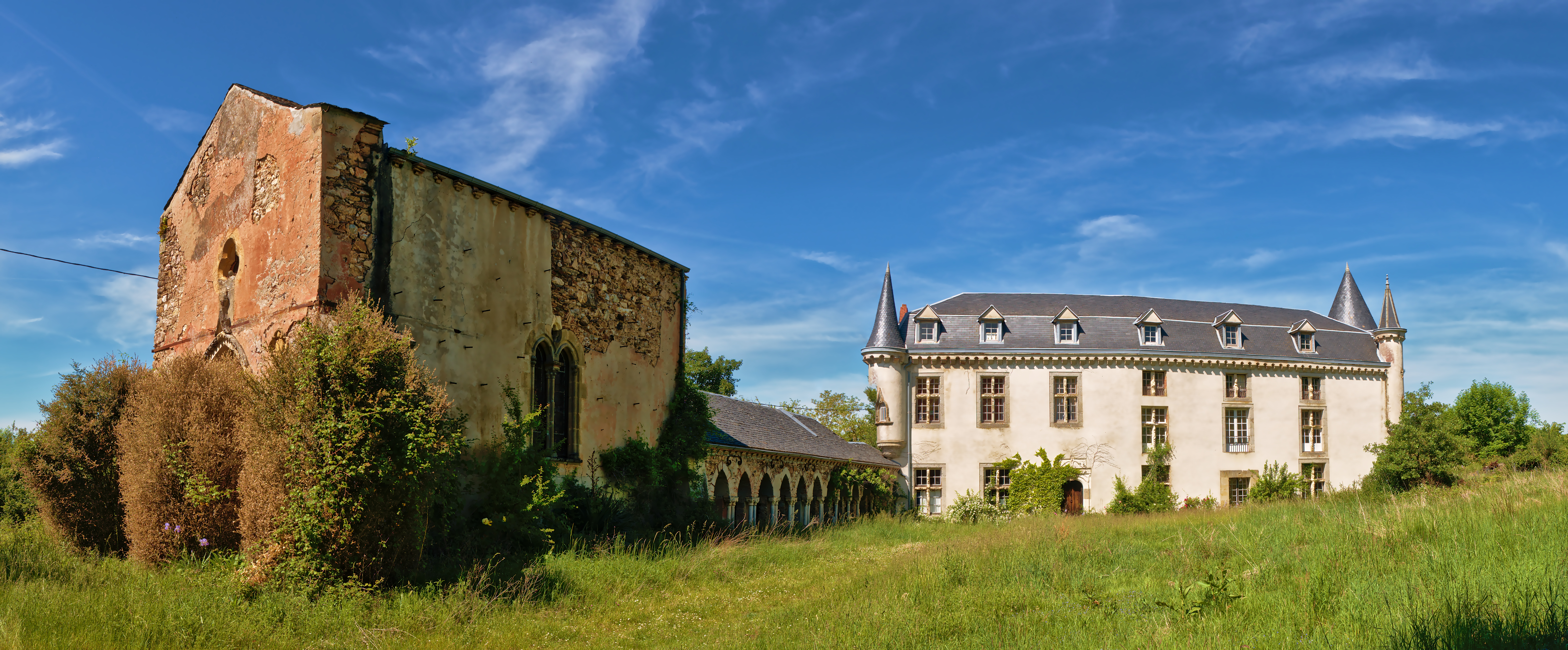
Le château et sa chapelle.
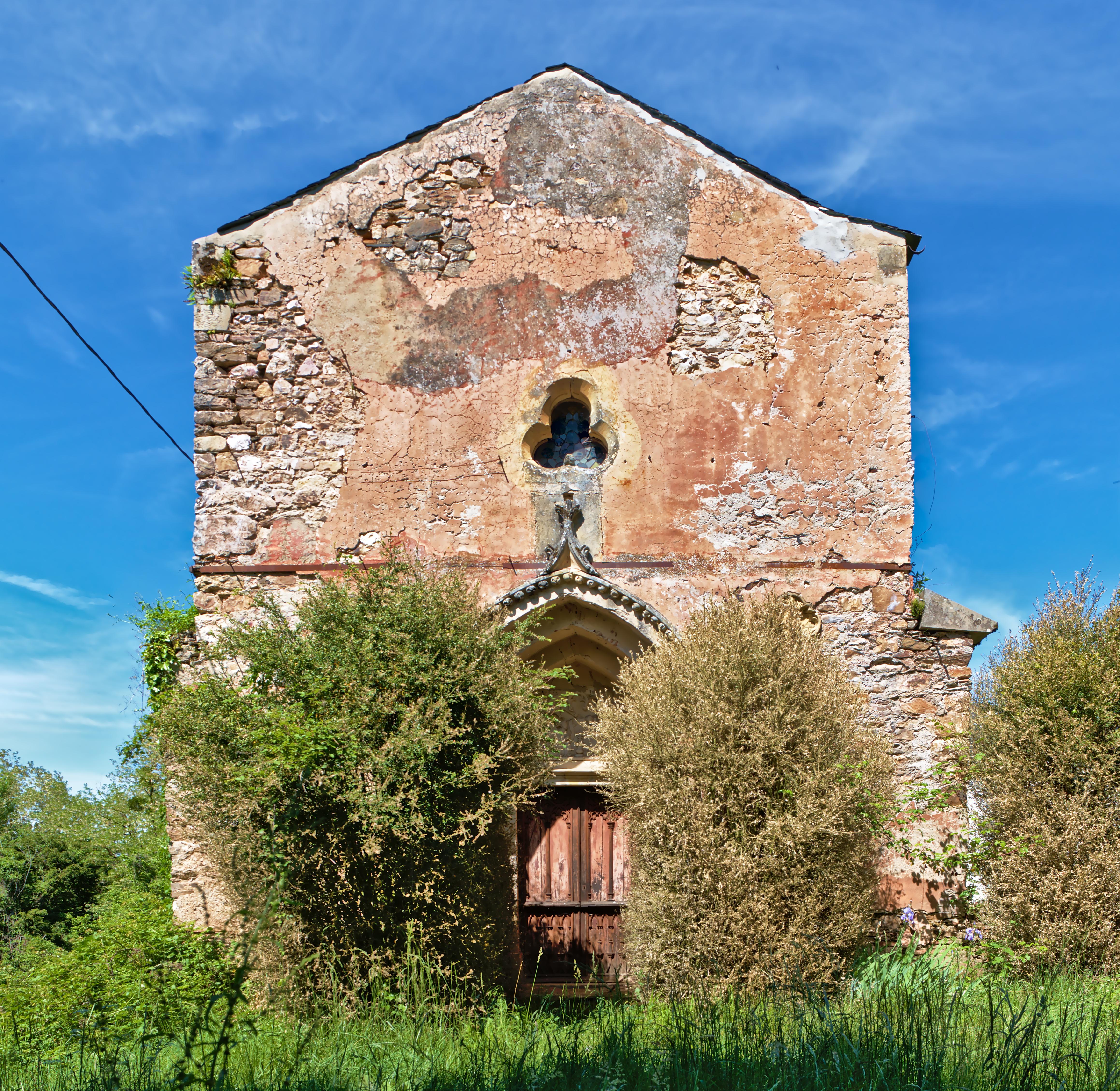
La chapelle.
L'orangerie.
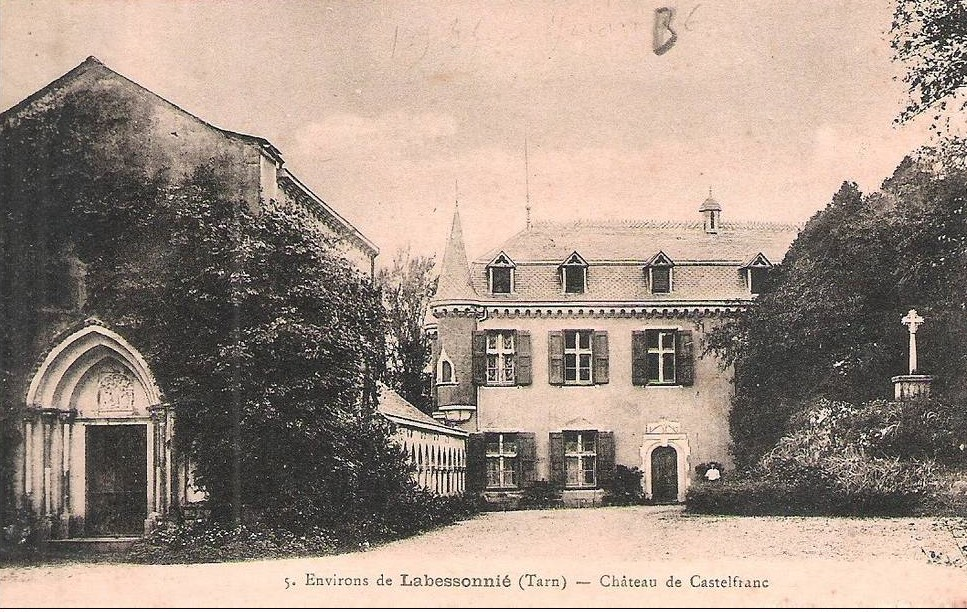
Carte postale